# Manuel Flores Mora
Manuel Flores Mora (Montevideo, 1923 - ibídem, 1985) fou un periodista, escriptor i polític uruguaià pertanyent al Partit Colorado.

## Biografia
Descendent directe del president de l'Uruguai del segle xix Venancio Flores, Manuel va treballar des de molt jove en diversos periòdics, incloent-hi el diari Acción, del qual es va convertir en el seu editor polític i més endavant diputat.

### Trajectòria política
Es va presentar a les eleccions generals de l'any 1954 i va ser elegit diputat, càrrec que va ocupar durant tres mandats fins a ser elegit senador el 1966. Un any després, va ser nomenat ministre de Ramaderia, Agricultura i Pesca del govern d'Óscar Diego Gestido, càrrec que mantindria també durant els primers anys de la presidència de Jorge Pacheco Areco fins al juny de 1968, quan va deixar-lo per discrepàncies sobre assumptes de seguretat.
Es va oposar a Pacheco des del Senat el 1971, quan aquest últim es va presentar a la presidència i a la vicepresidència de forma simultània, amb Amílcar Vasconcellos com a el seu company de fórmula. No obstant això, no va obtenir prou suport i es va veure obligat a deixar el seu lloc al Senat.
Després del cop d'estat del 27 de juny de 1973, es va convertir en un clar oponent del règim militar. Va unir-se al comitè editorial d'El Día i durant els darrers anys de la dictadura va escriure articles per a la revista Jaque (la qual va co-fundar el 1983), on denunciava l'abús de poder dels militars.

### Trajectòria literària
Va ser membre de la famosa Generació del 45, juntament amb altres destacats intel·lectuals com Idea Vilariño, Juan Carlos Onetti, Mario Benedetti, Sarandy Cabrera, Carlos Martínez Moreno, Ángel Rama, Carlos Real de Azúa, Carlos Maggi, Alfredo Gravina, Mario Arregui, Amanda Berenguer, Humberto Megget, Emir Rodríguez Monegal, Gladys Castelvecchi, José Pedro Díaz.

### Mort
Va morir el 1985 als 61 anys, durant els primers mesos de democràcia a l'Uruguai. El seu fill, Manuel Flores Silva, va ocupar el seu lloc al Parlament.